# Hildegard Peplau
Hildegard Elizabeth Peplau (Reading, Pensilvania, 1 de septiembre de 1909-California, 17 de marzo de 1999) fue una enfermera estadounidense y la primera teórica de la enfermería publicada desde Florence Nightingale. Estableció un modelo de cuidados, que actualmente lleva su nombre, y que contribuyó a revolucionar el trabajo académico de las enfermeras. Como principal impulsora de la reforma de la ley de salud mental, marcó el camino hacia el trato humano de los pacientes con trastornos de conducta y personalidad.
En 1994 fue incorporada al «Salón de la Fama» de la Academia Estadounidense de Enfermería. En 1995 fue incluida en una lista de 50 grandes personalidades norteamericanas. Su modelo de cuidados forma parte del programa de estudios de la carrera de Enfermería.

## Biografía
Peplau nació en Reading, Pensilvania, de padres inmigrantes de ascendencia alemana, Gustav y Otyllie Peplau. Era la segunda hija de seis hermanos. Gustav era un padre analfabeto y trabajador, y Otyllie una madre opresiva y perfeccionista. Aunque en casa nunca se habló de la educación superior, Hilda tenía una gran fuerza de voluntad, motivación y visión para ir más allá de los papeles tradicionalmente asignados a las mujeres. Quería más de la vida, y sabía que la enfermería era una de las pocas opciones profesionales para las mujeres de su época. De niña, era observadora de los comportamientos de la gente. Fue testigo de la devastadora epidemia de gripe de 1918, una experiencia personal que influyó mucho en su forma de entender el impacto de la enfermedad y la muerte en las familias. Fue testigo de cómo la gente saltaba de las ventanas por el delirio causado por la gripe.
A principios del siglo XX, las escuelas autónomas de la época de Nightingale, controladas por enfermeras, llegaron a su fin. Las escuelas pasaron a estar controladas por los hospitales y se desalentó el "aprendizaje de libros" formal. Los hospitales y los médicos veían en las mujeres enfermeras una fuente de mano de obra gratuita o barata. No era infrecuente que las enfermeras fueran explotadas por sus empleadores, médicos y educadores.
En 1931 se graduó como enfermera en Pottstown (Pensilvania). En 1943 obtuvo un título en Enfermería en el Pottstown Hospital School of Nursing de Pottstown Pensilvania. Fue una de las precursoras de la enfermería psiquiátrica.

## Trayectoria
La entrada de Peplau en la profesión de enfermera no estuvo motivada por nociones románticas de cuidar enfermos. En Reading cursó estudios en una escuela de comercio y trabajó como dependienta de una tienda, empleada de nóminas y contable mientras completaba sus estudios en una escuela de negocios. Fue la mejor alumna de su promoción de bachillerato nocturno y se graduó en 1928. Sus opciones, como las describió más tarde, eran "...el matrimonio, la enseñanza o hacerse monja". En cambio, la perspectiva de "alojamiento y comida gratis" en un programa de enfermería la convirtió en una opción atractiva.
Peplau comenzó su carrera de enfermería en 1931, tras graduarse en la Escuela de Enfermería del Hospital Pottstown de Pottstown (Pensilvania), donde trabajó como enfermera de plantilla en Pensilvania y Nueva York. Un puesto de verano como enfermera en el campamento de verano de la Universidad de Nueva York llevó a Peplau a ser recomendada como enfermera escolar en el Bennington College de Vermont. Allí se licenció en psicología interpersonal en 1943. En Bennington, y a través de experiencias de campo en Chestnut Lodge, un centro psiquiátrico privado, estudió temas psicológicos con Erich Fromm, Frieda Fromm-Reichmann y Harry Stack Sullivan. El trabajo de Peplau a lo largo de su vida se centró en gran medida en ampliar la teoría interpersonal de Sullivan para utilizarla en la práctica de la enfermería.
De 1943 a 1945 sirvió como teniente primera en el Cuerpo de Enfermeras del Ejército de Estados Unidos y fue destinada al 312th Field Station Hospital de Inglaterra, donde se encontraba la Escuela Americana de Psiquiatría Militar. Allí conoció y trabajó con figuras destacadas de la psiquiatría británica y estadounidense. Después de la guerra, Peplau se sentó a la mesa con muchos de estos mismos hombres mientras trabajaban para remodelar el sistema de salud mental en Estados Unidos mediante la aprobación de la Ley Nacional de Salud Mental de 1946.
Peplau obtuvo un máster y un doctorado en el Teachers College de la Universidad de Columbia. También estaba certificada en psicoanálisis por el Instituto William Alanson White de Nueva York. A principios de la década de 1950, Peplau desarrolló e impartió las primeras clases para estudiantes de postgrado de enfermería psiquiátrica en el Teachers College. La Dra. Peplau fue miembro del profesorado del Rutgers College of Nursing, ahora conocido como Rutgers School of Nursing, de 1954 a 1974. En Rutgers, Peplau creó el primer programa de postgrado para la preparación de especialistas clínicos en enfermería psiquiátrica.
En 1997 fue galardonada con el Premio Christiane Reimann junto a la enfermera surcoreana Mo-Im Kim.

## Vida personal
En 1944, Peplau conoció a un psiquiatra del ejército estadounidense que también estuvo destinado brevemente en el Hospital de Campaña 312 de Inglaterra. Como el psiquiatra sufría estrés postcombatiente y Peplau estaba inquieta por la inesperada muerte de su madre poco después de conocerse, su relación se desarrolló rápidamente y Peplau se quedó embarazada. Sin embargo, como el psiquiatra estaba casado con otra persona, la relación fue temporal. Peplau crio a su hija como madre soltera. Rara vez hablaba del padre con otras personas, aunque lo elogiaba poco antes de su muerte. Letitia Anne Peplau nació en 1945 y creció hasta convertirse en profesora de psicología en la UCLA y en una influyente colaboradora de la literatura científica. Tras el nacimiento de Letitia, Peplau decidió no tener más romances serios y dedicó su tiempo y energía a su hija y a su carrera.
En 1999, Peplau murió plácidamente mientras dormía en su casa de Sherman Oaks, California.

## Trabajo teórico
En su teoría de las relaciones interpersonales, la Dra. Peplau hizo hincapié en la  relación enfermera-paciente, sosteniendo que esta relación era la base de la práctica enfermera. Su libro, "Interpersonal Relations in Nursing"(Relaciones interpersonales en enfermería), se terminó en 1948 y tardó cuatro años más en publicarse, principalmente porque Peplau había escrito una obra académica sin un médico coautor, algo inaudito para una enfermera en la década de 1950. En aquella época, muchos consideraron revolucionaria su investigación y el énfasis que ponía en la relación enfermera-paciente. La esencia de la teoría de Peplau era la creación de una experiencia compartida entre la enfermera y el paciente, en lugar de que el paciente recibiera pasivamente el tratamiento (y la enfermera cumpliera pasivamente las órdenes del médico). En su opinión, las enfermeras podían facilitar este proceso mediante la observación, la descripción, la formulación, la interpretación, la validación y la intervención. Por ejemplo, al escuchar a su paciente, la enfermera se hace una idea general de su situación. A continuación, la enfermera valida sus inferencias comprobando con el paciente su exactitud. El resultado puede ser un aprendizaje experimental, la mejora de las estrategias de afrontamiento y el crecimiento personal de ambas partes.

## El Modelo de Peplau
Su modelo puede utilizarse como un marco de trabajo a corto plazo y como herramienta para analizar los procesos terapéuticos. 

### Bases teóricas del modelo
El Modelo de Peplau se incluye en las teorías sobre Enfermería de nivel medio, las cuales se derivan de trabajos de otras disciplinas relacionadas con la enfermería. Proponen resultados menos abstractos y más específicos en la práctica que las grandes teorías. Son propias del ejercicio de la enfermería y delimitan el campo de la práctica profesional, la edad del paciente, la acción o intervención del enfermero y el resultado propuesto.
Teoría psicodinámica de la Enfermería:
Las relaciones interpersonales están abarcadas por las siguientes disciplinas y conceptos:
1. Psicodinámica de relaciones interpersonales.
2. Teoría psicoanalista.
3. Teoría de las necesidades humanas.
4. Concepto de motivación y desarrollo personal.

### Supuestos principales para Peplau
Peplau identifica dos supuestos explícitos:
1. El aprendizaje de cada paciente cuando recibe una asistencia de enfermería es sustancialmente diferente según el tipo de persona que sea el enfermero.
2. Estimular el desarrollo de la personalidad hacia la madurez es una función de Enfermería. Sus profesionales aplican principios y métodos que orientan el proceso hacia la resolución de problemas interpersonales.

En su modelo se expresan los siguientes principios de base:
1. Toda conducta humana tiene una importancia y estiramientos hacia una meta que puede ser la investigación de un sentimiento de satisfacción o un sentimiento de satisfacción mismo.
2. Todo lo que constituye un obstáculo, o un impedimento a la satisfacción de una necesidad, un impulso o un objetivo constituye «una frustración».
3. Considerando que la ansiedad puede suceder en las relaciones interpersonales, es necesario estar consciente que el enfermero puede aumentar la ansiedad del paciente no informándole bastante o no contestando preguntas etc.

### Relación enfermero-paciente
La esencia del modelo de Peplau, organizado en forma de proceso, es la relación humana entre un individuo enfermo, o que requiere atención de salud, y un enfermero educado especialmente para reconocer y responder a la necesidad de ayuda. Este modelo, publicado por primera vez en 1952, describe cuatro fases en la relación entre enfermero y paciente: Orientación, identificación, Aprovechamiento, y resolución. Peplau reconoce la ciencia de Enfermería como una ciencia humana, que centra el cuidado en la relación interpersonal.
1. Orientación: Durante la fase de orientación, el individuo tiene una necesidad percibida y busca asistencia profesional. El enfermero ayuda al paciente a reconocer y entender su problema.
2. Identificación: El enfermero facilita la exploración de los sentimientos para ayudar al paciente a sobrellevar la enfermedad.
3. Aprovechamiento: El paciente intenta sacar el mayor beneficio posible de lo que se le ofrece a través de la relación.
4. Resolución: Las antiguas metas se van dejando gradualmente de lado a medida que se adoptan otras nuevas.....

### Aceptación de la teoría por la comunidad de Enfermería
En el ejercicio profesional es visto como un punto de vista novedoso, un método nuevo, y unos fundamentos teóricos para la práctica de la enfermería en trabajos terapéuticos con pacientes. Sus ideas han inspirado un modelo para la práctica de la enfermería psiquiátrica, explicado además de manera aplicable.
La interacción enfermero-persona usuaria constituye uno de los ejes centrales de la provisión del cuidado de enfermería.
Interacción es el proceso de contactar con el otro por un tiempo determinado, utilizando como vehículo la comunicación. Este contacto ya sea a través del cuerpo, las palabras, los ojos, los sonidos o los objetos establece una relación. Se trata de un proceso interactivo donde la persona co-participa o co-interviene y por tanto todo tipo de ayuda se ha de hacer con la persona.